# Mścisław (Skrypnyk)
Patriarcha Mstysław, Stepan Iwanowycz Skrypnyk, Степан Іванович Скрипник (ur. 29 marca?/10 kwietnia 1898 w Połtawie, zm. 11 czerwca 1993 w Grimsby) – ukraiński żołnierz i polityk, poseł na Sejm RP III, IV i V kadencji 1930-1939, hierarcha Ukraińskiej Autokefalicznej Cerkwi Prawosławnej.

## Życiorys
W młodości zamierzał poświęcić się karierze wojskowej, był w szkole oficerskiej w Orenburgu na Uralu. Odbywał służbę wojskową w wojsku rosyjskim, po rewolucji październikowej w wojsku Ukrainy. Był adiutantem Symona Petlury, swojego wuja. Pełnił też obowiązki kuriera dyplomatycznego. Po zawieszeniu broni w wojnie polsko-bolszewickiej w listopadzie 1920 internowany w Kaliszu wraz z żołnierzami URL.
W okresie międzywojennym pracował w spółdzielczości ukraińskiej w Galicji i na Wołyniu. Kształcił się w Szkole Nauk Politycznych w Warszawie. W roku 1930 obrany posłem do Sejmu RP, pełnił tę funkcję do wybuchu wojny. Był zastępcą burmistrza Równego i współpracował z wojewodą Henrykiem Józewskim.
Pod okupacją niemiecką przebywał w Chełmie.
W roku 1940 został obrany przewodniczącym Tymczasowej Rady Kościoła Prawosławnego.
Owdowiawszy, 14 maja 1942 został wyświęcony w Kijowie na biskupa połtawskiego Ukraińskiej Autokefalicznej Cerkwi Prawosławnej, przybierając imię Mścisława.
Decyzją Reichskommissariat Ukraine miał zostać deportowany do Generalnego Gubernatorstwa. Nie podporządkował się decyzji i został aresztowany w Równem, a następnie uwięziony w Czernihowie i Pryłukach. W roku 1944 zamieszkał w Warszawie. W tym samym roku przez Słowację wyjechał do Niemiec, gdzie objął biskupstwo w Wirtembergii.
Od roku 1947 w Kanadzie pełnił obowiązki metropolity Winnipeg i całej Kanady (głowa Ukraińskiego Kościoła Prawosławnego Kanady).
Na Wszechukraińskim Soborze Prawosławnym 6 czerwca 1990 obrany (mimo nieobecności) patriarchą Kijowa i całej Ukrainy w niekanonicznym Ukraińskim Autokefalicznym Kościele Prawosławnym.
Zmarł w domu swojej córki w Kanadzie w wieku 95 lat i został pochowany w Bound Brook w New Jersey w USA.